# آمبودیلازانا
آمبودیلازانا (به لاتین: Ambodilazana) یک منطقهٔ مسکونی در ماداگاسکار است که در توآماسینا دوم واقع شده‌است. آمبودیلازانا ۱۳٬۳۰۴ نفر جمعیت دارد.